# کامپایلرهای ++ IBM XL C/C
++ XL C / C نام کامپایلر اختصاصی بهینه‌سازی C/C++ IBM برای محیط‌های پشتیبانی شده توسط IBM است.

## کامپایلر
کامپایلرهای IBM XL از اجزای مدولار شده متشکل از قسمت‌های جلویی (برای زبان‌های برنامه‌نویسی مختلف)، یک بهینه‌ساز سطح بالا آگنوستیک پلتفرم، و بهینه‌سازها/مولدکننده‌های کد سطح پایین مخصوص پلتفرم برای هدف قرار دادن سخت‌افزار و سیستم‌های عامل خاص ساخته شده‌اند. کامپایلرهای ++XL C/C معماری‌های سخت‌افزاری POWER, BlueGene/Q و IBM Z را هدف قرار می‌دهند.
یک بهینه‌ساز معمولی سطح بالا در بین کامپایلرهای POWER و ++z/OS XL C/C، برنامه منبع را با استفاده از بهینه‌سازی‌های مبتنی بر پلتفرم مانند تجزیه و تحلیل بین رویه‌ای، بازخورد هدایت‌شده پروفایل، و بهینه‌سازی حلقه و برداری بهینه می‌کند.
یک بهینه‌ساز سطح پایین در هر پلتفرم بهینه‌سازی‌های سطح عملکرد را انجام می‌دهد و کد بهینه شده را برای سیستم عامل خاص و پلت فرم سخت‌افزاری تولید می‌کند.
بهینه‌سازی‌های خاص انجام شده برای هر مجموعه داده بستگی به سطح بهینه‌سازی تحت کنترل گزینه (O2 تا O5) همراه با سایر گزینه‌های مرتبط با بهینه‌سازی، مانند مواردی برای تجزیه و تحلیل بین برنامه ای یا بهینه‌سازی حلقه دارد.
نسخه ارزیابی ۶۰ روزه قابل نصب برای ++XL C/C برای AIX در دسترس است. در ژوئن ۲۰۱۶، ++IBM XL C/C را برای Linux Community Edition معرفی کرد، که یک نسخه بدون هزینه و کاملاً کاربردی برای استفاده نامحدود از تولید است.
کامپایلرهای XL در AIX نمرات رهبری را در معیارهای SPEC CPU2000 و CPU2006، در ترکیب با اعلان‌های خاص پردازنده سیستم IBM POWER، به عنوان مثال، امتیاز شناور SPEC CPU2006 71.5 در می ۲۰۱۰ و امتیاز ۴۰۲۰۵۱ در آگوست ارائه کرده‌اند.
نسخه‌های فعلی ++XL C/C برای (AIX (16.1 و ++ XL C/C برای لینوکس (۱۶٫۱٫۱)، بر اساس قسمت باز Clang منبع باز (بخشی از پروژه منبع باز Clang/LLVM) است. آنها از C11، C ++ 03، C ++ 11 و C ++ 14 پشتیبانی می‌کنند.
یک گزینه جدید قیمت گذاری ماهانه در ++XL C/C برای AIX 16.1 و XL Fortran برای AIX 16.1 ارائه می‌شود تا انعطاف‌پذیری بیشتری برای موارد استفاده مبتنی بر ابر ایجاد شود. این مدل قیمت گذاری به صورت دوره ای یا اشتراک است، با اشتراک نرم‌افزار و پشتیبانی گنجانده شده‌است.
نسخه بعدی ++C/C و ارائه Fortran به‌طور کامل زیرساخت کامپایلر LLVM را شامل می‌شود تا قدرت IBM را در فناوری بهینه‌سازی کامپایلر با زیرساخت منبع باز LLVM ترکیب کند. در حال حاضر نسخه بتای ++C/C و Fortran ارائه می‌شود.
کامپایلر ++z/OS XL C/C از آخرین سیستم‌های ®IBM Z، از جمله آخرین سرورهای™IBM z15 بهره می‌برد. این برنامه امکان توسعه برنامه‌های تجاری و سیستم‌های تجاری با عملکرد بالا در z/OS را فراهم می‌کند در حالی که استفاده از سخت‌افزار را به حداکثر می‌رساند و عملکرد برنامه را بهبود می‌بخشد. ++IBM z/OS XL C/C از خدمات ارائه شده توسط عناصر پایه زبان z/OS Environment و Runtime Library Extensions استفاده می‌کند. این برنامه از دستورات CICS® و SQL در منبع ++C/C پشتیبانی می‌کند، که عملکرد ++C C را در محیط‌های CICS و Db2® ساده می‌کند. این برنامه با بنیاد تحویل برنامه IBM برای z/OS هماهنگ عمل می‌کند.
IBM XL C/C++ V2.4.1 for z/OS® V2.4 قابل تحویل تحت وب آخرین پیشنهاد از خانواده کامپایلرهای IBM XL C/C++ است که کامپایلرهای جدید C و ++C را ارائه می‌دهد که زیرساخت Clang را از جامعه منبع باز LLVM ارائه می‌کند. برای بخشی از کامپایلرها z/OS XL C/C++ V2.4.1 برای کمک به انتقال کد از پلتفرم‌های دیگر به z/OS و ارائه دید آشناتر به توسعه دهندگانی که به محیط یونیکس عادت دارند، طراحی شده‌است. IBM XL C/C++ V2.4.1 for z/OS V2.4 از استاندارد اصلی C11 و بیشتر ویژگی‌های استاندارد C++11 و C++14 برای انتقال آسان‌تر برنامه‌ها به سرورهای IBM Z® پشتیبانی می‌کند.

## محصولات
خانواده کامپایلر ++XL C/C شامل محصولات زیر با آخرین نسخه و تاریخ انتشار در جایی که مشخص است:
- ++XL C/C برای AIX (نسخه ۱۶٫۱، دسامبر ۲۰۱۸)
- XL C برای AIX (نسخه ۱۳٫۱٫۳، دسامبر ۲۰۱۵)
- XL C/C ++ for Linux on Power for small-end توزیع (نسخه ۱۶٫۱٫۱، نوامبر ۲۰۱۸)
- ++XL C/C برای Linux on Power برای توزیع‌های بزرگ (نسخه ۱۳٫۱، ژوئن ۲۰۱۴)
- ++z/OS XL C/C (نسخه ۲٫۴، سپتامبر ۲۰۱۹)
- ++z/OS XL C/C (نسخه ۲٫۳، سپتامبر ۲۰۱۷)
- ++z/OS XL C/C (نسخه ۲٫۲، سپتامبر ۲۰۱۵)
- ++XL C/C برای z/VM (نسخه ۱٫۳، دسامبر ۲۰۱۱)
- ++XL C/C برای لینوکس در سیستم‌های z (نسخه ۱٫۱، ژانویه ۲۰۱۵)
- ++XL C/C برای Blue Gene/Q (نسخه ۱۲٫۱، ژوئن ۲۰۱۲)
- نسخه پیشرفته ++XL C/C برای Blue Gene (نسخه ۹٫۰، سپتامبر ۲۰۰۷، برداشت در اوت ۲۰۰۹)